# Constança de Portugal i d'Aragó
Constança de Portugal (1290 - Sahagún, Lleó 1313), infanta de Portugal i reina consort de Castella (1302-1312).

## Orígens familiars
Filla gran de Dionís I de Portugal i Elisabet d'Aragó, nasqué el 3 de gener de 1290 i fou germana del rei Alfons IV de Portugal.

## Núpcies i descendents
El 1302 es casà a Valladolid amb Ferran IV de Castella. D'aquesta unió en nasqueren:
- la infanta Elionor de Castella (1307-1359), casada el 1319 amb el príncep Jaume d'Aragó i el 1329 amb Alfons IV d'Aragó
- la infanta Constança de Castella (1308-1310)
- l'infant Alfons XI de Castella el Just (1311-1350), rei de Castella i rei de Lleó

Constança de Portugal va morir a Sahagún el 18 de novembre de 1313, sent enterrada a la catedral de Valladolid.